# Třída Bisson
Třída Bisson byla třída torpédoborců francouzského námořnictva. Celkem bylo postaveno šest jednotek této třídy. Francouzské námořnictvo je provozovalo v letech 1913–1934. Za první světové války byl jeden potopen.

## Pozadí vzniku
Celkem bylo postaveno šest jednotek této třídy. Do služby byly přijaty v letech 1913–1914. Do stavby se zapojily čtyři francouzské loděnice. Tři torpédoborce postavil Arsenal de Toulon v Toulonu a dále po jednom loděnice Arsenal de Rochefort, Schneider v Chalon-sur-Saône a konečně Ateliers et Chantiers de Bretagne v Nantes.
Jednotky třídy Bisson:
| Jméno            | Loděnice                          | Založení kýlu | Spuštěn           | Vstup do služby | Osud                                                                                 |
| ---------------- | --------------------------------- | ------------- | ----------------- | --------------- | ------------------------------------------------------------------------------------ |
| Bisson           | Arsenal de Toulon                 | 1911          | 12. září 1912     | 1913            | Vyřazen 1933.                                                                        |
| Renaudin         | Arsenal de Toulon                 | 1911          | 20. března 1913   | 1913            | Dne 18. března 1916 poblíž Drače potopen torpédem z rakousko-uherské ponorky SM U 6. |
| Commandant Lucas | Arsenal de Toulon                 | 1912          | 11. července 1914 | 1914            | Vyřazen 1933.                                                                        |
| Protet           | Arsenal de Rochefort              | 1912          | 15. října 1913    | 1914            | Od roku 1921 ve výcviku, vyřazen 1933.                                               |
| Mangini          | Schneider                         | 1911          | 31. března 1913   | 1914            | Vyřazen 1934.                                                                        |
| Magon            | Ateliers et Chantiers de Bretagne | 1911          | 19. dubna 1913    | 1914            | Vyřazen 1926.                                                                        |

## Konstrukce
Výzbroj představovaly dva 100mm kanóny, čtyři 65mm kanóny a dva dvojité 450mm torpédomety. Pohonný systém tvořily čtyři kotle Indret a dvě sady turbín (jejich typ se u jednotlivých plavidel lišil) o výkonu 15 000 shp, které poháněly dva lodní šrouby. Kotle spalovaly naftu. Torpédoborce měly čtyři komíny. Nejvyšší rychlost dosahovala 30 uzlů. Dosah byl 1350–1400 námořních mil při rychlosti 14 uzlů.

### Modifikace
V letech 1916–1918 byla výzbroj posílena o jeden 75mm kanón, dva 8,8mm kulomety a dva spouštěče hlubinných pum.